# Carnavalul din Santa Cruz de Tenerife

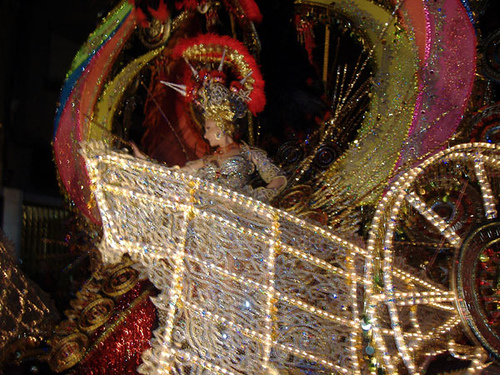
Regina Carnavalului din Santa Cruz de Tenerife 2006

Carnavalul din Santa Cruz de Tenerife (Insulele Canare, Spania) este unul dintre cele mai mari carnavaluri din lume. Mii de oameni ies pe străzi în fiecare an timp de peste o săptămână, în formații de dans locale care dansează pe ritmuri din Caraibe sau muzică electronică și joacă jocuri de noroc toată noaptea. Acesta este considerat al doilea cel mai mare carnaval din lume, după Rio de Janeiro, atrage peste 1 milion de vizitatori și se desfășoară în fiecare an în februarie-martie. 
Principalele evenimente sunt gala de alegere pentru regina carnavalului și paradele de baloane, care sunt transportate pe străzile principale și pe bulevardele orașului.
Carnavalul din Tenerife a ajuns în Insulele Canare la sfârșitul secolului al XV-lea, odată cu  conchistadorii. S-a întâmplat pentru a marca ultima petrecere înainte de Postul Mare al  Paștelui. La acea vreme, Biserica Catolică a încercat să îl interzică. Populația s-a ascuns în spatele a tot felul de măști și costume și nu a lăsat pe nimeni să strice petrecerea. Tradiția continuă, dar ia proporții cu fiecare an. În prezent a devenit pretextul locuitorilor de pe insulă de a veni în Santa Cruz, alături de străini și localnici. Paradele se întâmplă seara, dar ziua sunt tot felul de competiții. Portul este plin de copii și adulți sosiți cu gândul de a câștiga premii și a se distra. Festivitatea de deschidere este grandioasă, balurile mascate și defilările continuă timp de 14 zile.